# Crassula simulans
Crassula simulans (лат.) — вид суккулентных растений рода Толстянка (Crassula) семейства Толстянковые (Crassulaceae), естественно произрастающий на территории Капской провинции Южно-Африканской Республики.

## Название
Родовое латинское название Crassula происходит от латинского слова crassus, — «толстый», в основном из-за присутствия у растений этого рода сочных листьев.
Видовой латинский эпитет simulans переводится с латинского как — «подражающий, напоминающий».

## Ботаническое описание
Геофиты с прямостоячими неразветвленными стеблями высотой до 15 см; клубень шаровидный с волокнистыми придаточными корнями. Листья располагаются в 3–4 парах, размером 15–40 x 5–20 мм, уплощенные, эллиптические или обратнояйцевидные, по краю городчатые, поверхность голая; черешок длиной до 1 см. Соцветия верхушечные тирсы, цветонос длиной до 6 см. Чашелистики треугольно-ланцетные, длиной до 1,5 мм, острые или тупые; венчик звездчатый, диаметром до 8 мм, желтовато-зеленый, с ланцетными лопастями длиной до 3,5 мм; пыльники желтые.

## Распространение и экология
ЮАР (Западный Кейп), растет в горах на кварцитовых песчаниках, в тени, цветет весной.

## Таксономия
Crassula simulans Schönland, первое упоминание в Trans. Roy. Soc. South Africa 17: 204 (1929).

### Синонимы
Гомотипные (основанные на одном и том же номенклатурном типе):
- Septas simulans (Schönland) P.V.Heath (1993)